# Амброджо де Предіс
Джованні Амброджо де Предіс (італ. Giovanni Ambrogio de Predis; близько 1455 - близько 1508) — італійський художник епохи Високого Відродження ломбардської школи, що працював разом з Леонардо да Вінчі. Один із найхарактерніших леонардесків.

## Життєпис
Народився в Мілані. Його брати, Єванджеліста, Бернардіно та Крістофоро, також були художниками. Мало відомо про його навчання. Спочатку він працював зі своїм братом Крістофоро. Потім разом із Бернардіно працював над проектами у Мілані. Саме в цей час він познайомився з Леонардо да Вінчі.
Цей майстер працював на міланському Монетному дворі, виготовляючи малюнки монет та медалей, що прищепило йому любов та майстерність до профільного портрета. Йому приписується ціла група подібних зображень, головним чином жіночих.
Точна дата смерті не відома: нотаріальний акт датований 12 липня 1509.

## Галерея

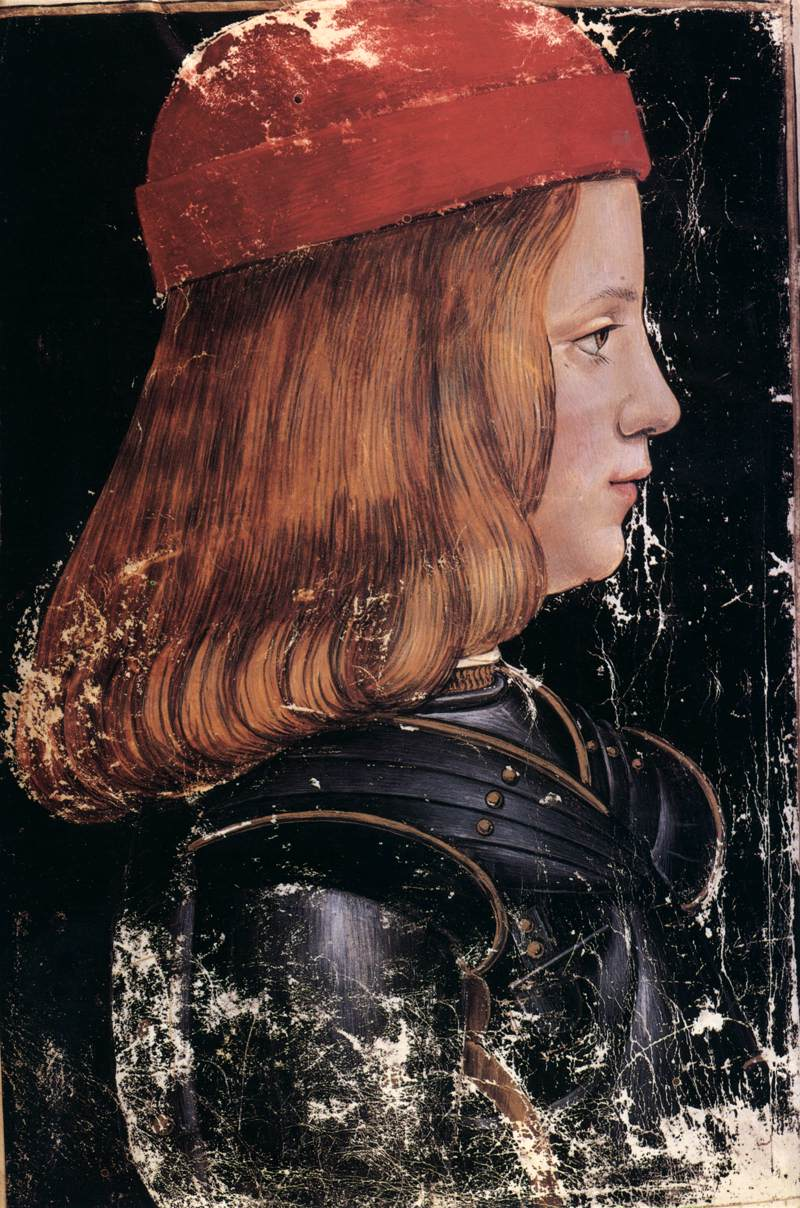
Массиміліано Сфорца
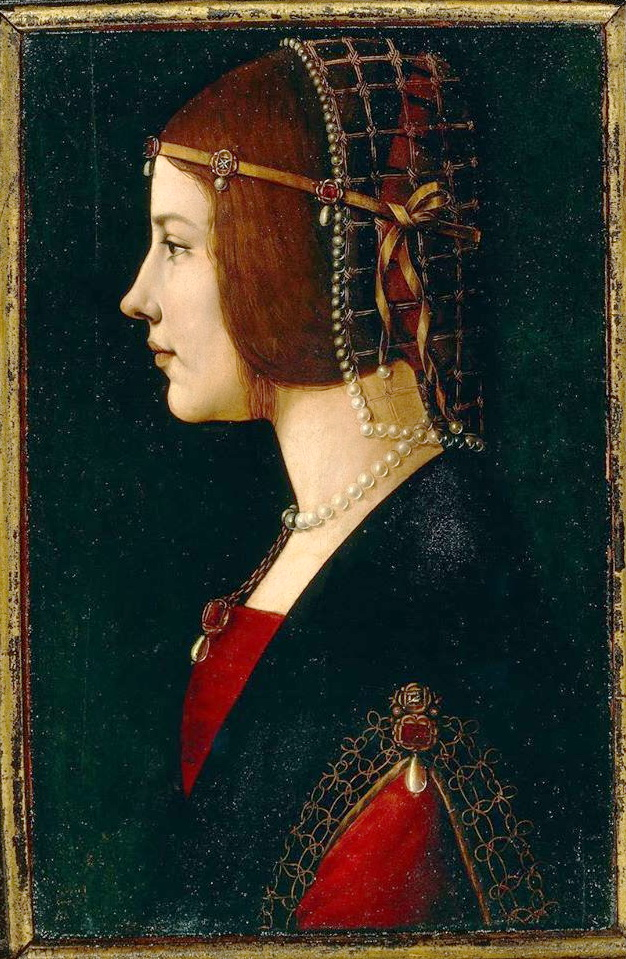
Портрет жінки (Беатріче д'Есте?)
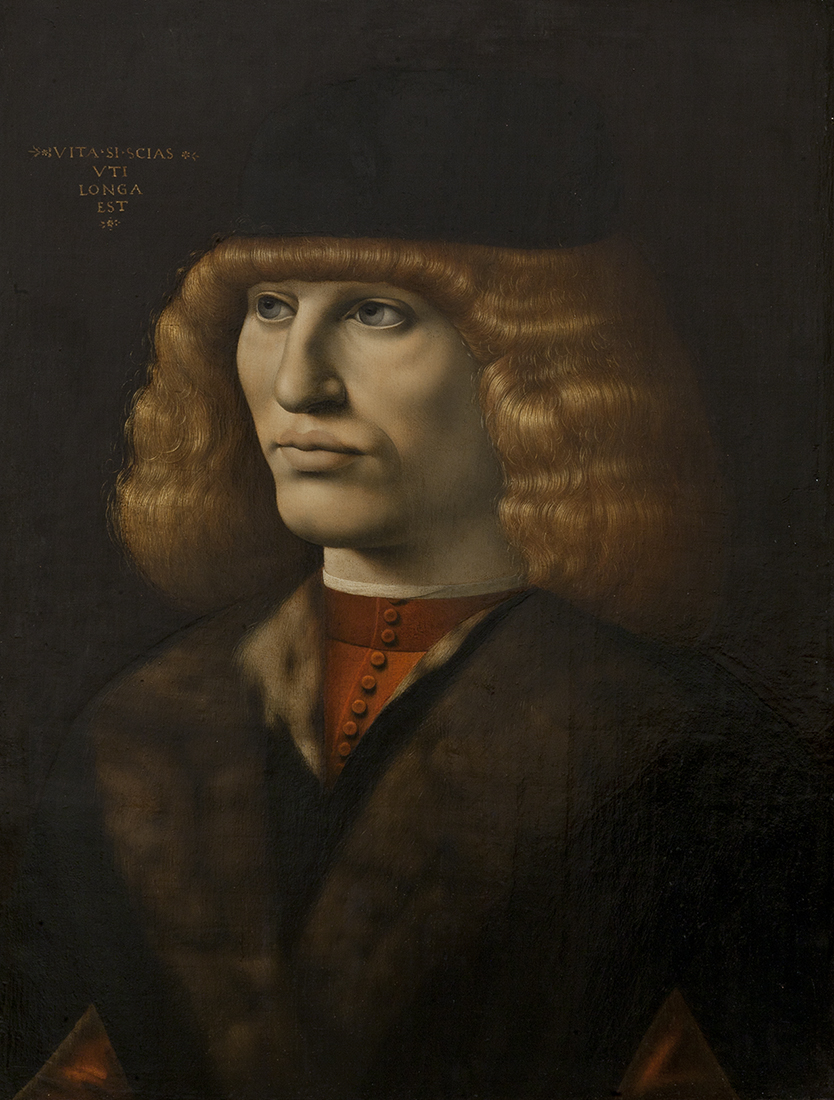
Невідомий
Святий Себастьян